# Australische Badmintonmeisterschaft 2008
Die Australische Badmintonmeisterschaft 2008 fand vom 4. bis zum 6. September 2008 statt. Es wurden die Titelträger im Herreneinzel, Herrendoppel, Dameneinzel, Damendoppel und Mixed ermittelt.

## Sieger und Platzierte
| Disziplin    | Gold                             | Silber                       | Bronze                            |
| ------------ | -------------------------------- | ---------------------------- | --------------------------------- |
| Herreneinzel | Jeff Tho                         | Nicholas Kidd                | Ben Walklate                      |
| Herreneinzel | Jeff Tho                         | Nicholas Kidd                | Chad Whitehead                    |
| Dameneinzel  | Leanne Choo                      | Wendy Chen                   | Erin Carroll                      |
| Dameneinzel  | Leanne Choo                      | Wendy Chen                   | Leisha Cooper                     |
| Herrendoppel | Ben Walklate Ashley Brehaut      | Jeff Tho Glenn Warfe         | Elliott Clutterbuck Nicholas Kidd |
| Herrendoppel | Ben Walklate Ashley Brehaut      | Jeff Tho Glenn Warfe         | Andrew Surman Chad Whitehead      |
| Damendoppel  | Leanne Choo Kate Wilson-Smith    | Susan Dobson Louise McKenzie | Cheah Foong Meng Spoorti Rattan   |
| Damendoppel  | Leanne Choo Kate Wilson-Smith    | Susan Dobson Louise McKenzie | Erin Carroll Leisha Cooper        |
| Mixed        | Chad Whitehead Kate Wilson-Smith | Nicholas Kidd Leisha Cooper  | Ben Walklate Erin Carroll         |
| Mixed        | Chad Whitehead Kate Wilson-Smith | Nicholas Kidd Leisha Cooper  | Glenn Warfe Louise McKenzie       |